# Дијабетесна нефропатија
Дијабетесна нефропатија је једна од многобројних компликација шећерне болести и представља водећи појединачни узрок терминалне бубрежне инсуфицијенције. Јавља се код 30-40% болесника са дијабетесом. С обзиром да је дијабетес тип 2 много чешћи, већи број болесника са терминалном бубрежном инсуфицијенцијом чине оболели од овог типа шећерне болести.
Поред неспецифичних нефропатија (нефроангиосклероза, пијелонефритис, акутна тубулска нефроза и др) које се могу јавити и код недијабетичних особа, за шећерну болест је карактеристична нефропатија интеркапиларна гломерулосклероза. Овај тип нефропатије се назива и Кимелстил-Вилсонова болест. Хистолошки је карактерише присуство лоптастих хијалиних телашаца, која се налазе на периферији капиларних петљи бубрежних гломерула и задебљање базалне опне капилара.
Дијабетесна нефропатија у свом развоју пролази кроз пет стадијума (фаза):
- фаза гломерулске хиперфилтрације,
- фаза нормоалбуминурије,
- фаза инципијентне нефропатије (коју карактерише микроалбуминурија),
- фаза манифестне протеинурије,
- фаза бубрежне инсуфицијенције.

Прва два стадијума се за сада дијагностикују у истраживачке сврхе, док су остала три од великог клиничког значаја. Клиничка дијабетесна нефропатија се карактерише сталном протеинуријом (повећаним присуством протеина у урину од преко 0,5 g на дан), и обично је прати повишени крвни притисак и ретинопатија.

## Дијагноза
Дијагноза нефропатије се најчешће поставља у стадијуму манифестне протеинурије (клиничке нефропатије) када се прегледом урина тест траком утврђује присуство протеина у мокраћи. Не мора свака протеинурија код дијабетичара бити знак нефропатије, јер она може бити последица и неког другог бубрежног обољења, тешке хипертензије, срчане инсуфицијенције и др. У прилог дијабетесне нефропатије иде и истовремено постојање ретинопатије, трајање дијабетеса тип 1 преко 10 година, повећање алфа2-, бета- и гама-глобулина у крвном серуму итд.

## Лечење
Дијагностиковањем микроалбуминурије (повећање уринарног излучивања албумина 30-300 mg на дан) отпочињу се и одређене терапијске мере које се називају и превентивним, с обзиром да им је основни циљ превенција настанка клиничке нефропатије. Посебан значај има стриктна регулација гликемије (нивоа глукозе у крви) чиме се значајно смањује ризик од напретка болести, а сличан ефекат се постиже и стриктном регулацијом крвног притиска.
Уколико је дошло до развоја клиничке (манифестне) нефропатије терапија подразумева пре свега стриктну контролу артеријског притиска, затим контролу гликорегулације, чиме се успорава прогресија болести ка хроничној бубрежној инсуфицијенцији. Када дође до развоја терминалне бубрежне инсуфицијенције примењује се стална амбулаторна перитонеална дијализа (енгл. CAPD), хемодијализа или трансплантација бубрега. Идеална мера лечења би подразумевала симултану трансплантацију бубрега и панкреаса.